# Musa Al-Taamari
Musa Suliman Al-Taamari (in arabo موسى سليمان التعمري‎?; Amman, 10 giugno 1997) è un calciatore giordano, centrocampista del Rennes e della nazionale giordana.

## Caratteristiche tecniche
Al-Taamari è un esterno d'attacco mancino, sa calciare la palla con potenza, inoltre tira bene anche col destro pur non essendo il suo piede forte, è capace di segnare tirando anche dalla lunga distanza, ed è un bravo rigorista. È in possesso di una notevole velocità, a cui abbina ottime doti tecniche che gli permettono di saltare con facilità il diretto avversario.

## Carriera

### Club

#### Shabab Al-Ordon e Al-Jazira
I suoi primi passi nel professionismo li muove con il club del Shabab Al-Ordon, successivamente passa al Al-Jazira partecipando alla Coppa dell'AFC 2018, con un rigore segna il gol del 3-2 battendo l'Al-Suwaiq, inoltre è autore della rete del 1-0 battendo sia il Malkiya che l'Al-Faisaly, con sei gol diventa il capocannoniere al pari di Kim Yu-song, Ali Ashfaq e Amjad Radhi.

#### APOEL
Il 28 maggio 2018 approda in Europa, accordandosi per tre stagioni con l'APOEL. Esordisce con i ciprioti l'11 luglio contro il Sūduva perdendo per 3-2, incontro preliminare valido per l'accesso alla fase a gironi di UEFA Champions League. Il suo primo gol lo segna nella Supercoppa di Cipro pareggiando per 1-1 sebbene ai calci di rigore a vincere l'AEK Larnaca per 4-1. A fine stagione vince il campionato, venendo nominato miglior giocatore del torneo, segna il gol del 3-2 battendo l'Anorthosis, sigla una rete sconfiggendo per 4-2 l'Alki Oroklini, un altro gol lo segna vincendo per 4-0 contro l'Nea Salamis Famagusta, inoltre riesce a segnare una doppietta prima sconfiggendo per 5-1 l'Apollon e poi battendo per 2-1 l'Omonia. Nell'edizione 2019-2020 segna solo tre reti, la prima nella vittoria per 3-0 contro il Pafos e poi sigle due gol vincendo per 4-1 l'Apollon.

#### OH Lovanio
Il 5 ottobre 2020 firma un triennale con l'OH Lovanio, in Belgio. Segna la sua prima rete il 1º marzo 2021 con il gol del 2-0 vincendo contro l'Anversa. Nell'edizione 2022-2021 del campionato belga segna una rete sconfiggendo per 3-0 il Charleroi, sigla il gol del 3-1 battendo l'Oostende, inoltre segna la rete del 3-2 vincendo contro il Cercle Brugge. Nell'edizione successiva segna sei reti, è autore del gol del 2-0 battendo il Kortrijk, segna una rete anche contro lo Standard Liegi vincendo per 3-1, un altro gol lo mette a segno battendo per 4-1 il Mechelen, inoltre la sua rete permette di conquistare la vittoria su 1-0 contro il Charleroi.

#### Montpellier
L'11 maggio 2023 viene acquistato dal Montpellier, club a cui si unisce il 1º luglio seguente. Durante la Ligue 1 segna una doppietta contro il Lione ottenendo una vittoria per 4-1, ed è autore della rete del 2-1 che permette alla squadra di battere il Reims.

#### Rennes
Il 3 febbraio 2025 diventa un nuovo giocatore del Rennes.

### Nazionale
Esordisce in nazionale il 31 agosto 2016 contro il Libano in amichevole pareggiando per 1-1 contro il Libano. Il 23 marzo 2017 segna il suo primo gol con la nazionale in un'altra amichevole, sconfiggendo per 4-0 Hong Kong.
Gioca nella Coppa d'Asia Emirati Arabi Uniti 2019, con un gol e un assist vincente permette alla Giordania di battere la Siria per 2-0, inoltre grazie a un suo cross Anas Bani Yaseen segna il gol del 1-0 con un colpo di testa che consegna la vittoria contro l'Australia.
Viene convocato per partecipare ancora una volta alla Coppa d'Asia che si tiene nel 2024, dove la Giordania conquista l'impresa storica vincendo l'argento, Al-Taamari segna una doppietta nella vittoria per 4-0 contro la Malesia, sarà inoltre fondamentale nella partita contro la Corea del Sud in semifinale dove la squadra avversaria era la grande favorita del pronostico: Al-Taamari con una rete e un assist vincente si conferma come "man of the match" dando alla Giordania la possibilità di vincere per 2-0 e accedere per la prima volta nella storia alla finale della coppa continentale dove però perde per 3-1 contro il Qatar.

## Statistiche

### Presenze e reti nei club
Statistiche aggiornate al 6 febbraio 2024.
| Stagione          | Squadra           | Campionato        | Campionato | Campionato | Coppe nazionali | Coppe nazionali | Coppe nazionali | Coppe continentali | Coppe continentali | Coppe continentali | Altre coppe | Altre coppe | Altre coppe | Totale | Totale |
| Stagione          | Squadra           | Comp              | Pres       | Reti       | Comp            | Pres            | Reti            | Comp               | Pres               | Reti               | Comp        | Pres        | Reti        | Pres   | Reti   |
| ----------------- | ----------------- | ----------------- | ---------- | ---------- | --------------- | --------------- | --------------- | ------------------ | ------------------ | ------------------ | ----------- | ----------- | ----------- | ------ | ------ |
| 2018-2019         | APOEL             | A                 | 15+9       | 7+2        | CC              | 4               | 0               | UCL+UEL            | 2+6                | 0                  | SC          | 1           | 1           | 37     | 10     |
| 2019-2020         | APOEL             | A                 | 20+1       | 3          | CC              | 2               | 0               | UCL+UEL            | 6+7                | 0                  | SC          | 1           | 0           | 37     | 3      |
| set.-ott. 2020    | APOEL             | A                 | 4          | 0          | CC              | 0               | 0               | UEL                | 4                  | 0                  | -           | -           | -           | 8      | 0      |
| Totale APOEL      | Totale APOEL      | Totale APOEL      | 39+10      | 10+2       |                 | 6               | 0               |                    | 25                 | 0                  |             | 2           | 1           | 82     | 13     |
| ott. 2020-2021    | OH Lovanio        | D1                | 22         | 1          | CB              | 0               | 0               | -                  | -                  | -                  | -           | -           | -           | 22     | 1      |
| 2021-2022         | OH Lovanio        | D1                | 31         | 3          | CB              | 2               | 0               | -                  | -                  | -                  | -           | -           | -           | 33     | 3      |
| 2022-2023         | OH Lovanio        | D1                | 34         | 6          | CB              | 2               | 0               | -                  | -                  | -                  | -           | -           | -           | 36     | 6      |
| Totale OH Lovanio | Totale OH Lovanio | Totale OH Lovanio | 87         | 10         |                 | 4               | 0               |                    | -                  | -                  |             | -           | -           | 91     | 10     |
| 2023-2024         | Montpellier       | L1                | 16         | 3          | CF              | 0               | 0               |                    | -                  | -                  |             | -           | -           | 16     | 3      |
| Totale carriera   | Totale carriera   | Totale carriera   | 152        | 25         |                 | 10              | 0               |                    | 25                 | 0                  |             | 2           | 1           | 189    | 26     |

### Cronologia presenze e reti in nazionale
| Cronologia completa delle presenze e delle reti in nazionale ― Giordania | Cronologia completa delle presenze e delle reti in nazionale ― Giordania | Cronologia completa delle presenze e delle reti in nazionale ― Giordania | Cronologia completa delle presenze e delle reti in nazionale ― Giordania | Cronologia completa delle presenze e delle reti in nazionale ― Giordania | Cronologia completa delle presenze e delle reti in nazionale ― Giordania | Cronologia completa delle presenze e delle reti in nazionale ― Giordania | Cronologia completa delle presenze e delle reti in nazionale ― Giordania |
| Data                                                                     | Città                                                                    | In casa                                                                  | Risultato                                                                | Ospiti                                                                   | Competizione                                                             | Reti                                                                     | Note                                                                     |
| ------------------------------------------------------------------------ | ------------------------------------------------------------------------ | ------------------------------------------------------------------------ | ------------------------------------------------------------------------ | ------------------------------------------------------------------------ | ------------------------------------------------------------------------ | ------------------------------------------------------------------------ | ------------------------------------------------------------------------ |
| 31-8-2016                                                                | Beirut                                                                   | Libano                                                                   | 1 – 1                                                                    | Giordania                                                                | Amichevole                                                               | -                                                                        |                                                                          |
| 4-9-2016                                                                 | Riffa                                                                    | Bahrein                                                                  | 0 – 0                                                                    | Giordania                                                                | Amichevole                                                               | -                                                                        | 58’                                                                      |
| 7-10-2016                                                                | Mascate                                                                  | Oman                                                                     | 1 – 1                                                                    | Giordania                                                                | Amichevole                                                               | -                                                                        | 58’                                                                      |
| 5-11-2016                                                                | Amman                                                                    | Giordania                                                                | 0 – 0                                                                    | Iraq                                                                     | Amichevole                                                               | -                                                                        | 75’                                                                      |
| 10-11-2016                                                               | Tashkent                                                                 | Uzbekistan                                                               | 1 – 0                                                                    | Giordania                                                                | Amichevole                                                               | -                                                                        | 78’                                                                      |
| 15-11-2016                                                               | Amman                                                                    | Giordania                                                                | 0 – 0                                                                    | Libano                                                                   | Amichevole                                                               | -                                                                        | 76’                                                                      |
| 25-1-2017                                                                | Dubai                                                                    | Georgia                                                                  | 0 – 1                                                                    | Giordania                                                                | Amichevole                                                               | -                                                                        | 69’                                                                      |
| 23-3-2017                                                                | Amman                                                                    | Giordania                                                                | 4 – 0                                                                    | Hong Kong                                                                | Amichevole                                                               | 1                                                                        | 46’                                                                      |
| 28-3-2017                                                                | Amman                                                                    | Giordania                                                                | 7 – 0                                                                    | Cambogia                                                                 | Qual. Coppa d'Asia 2019                                                  | 1                                                                        | 79’                                                                      |
| 1-6-2017                                                                 | Bassora                                                                  | Iraq                                                                     | 1 – 0                                                                    | Giordania                                                                | Amichevole                                                               | -                                                                        | 81’                                                                      |
| 7-6-2017                                                                 | Hong Kong                                                                | Hong Kong                                                                | 0 – 0                                                                    | Giordania                                                                | Amichevole                                                               | -                                                                        | 59’ 81’                                                                  |
| 13-6-2017                                                                | Ho Chi Minh                                                              | Vietnam                                                                  | 0 – 0                                                                    | Giordania                                                                | Qual. Coppa d'Asia 2019                                                  | -                                                                        | 68’                                                                      |
| 29-8-2017                                                                | Riffa                                                                    | Bahrein                                                                  | 0 – 0                                                                    | Giordania                                                                | Amichevole                                                               | -                                                                        |                                                                          |
| 5-9-2017                                                                 | Amman                                                                    | Giordania                                                                | 4 – 1                                                                    | Afghanistan                                                              | Qual. Coppa d'Asia 2019                                                  | -                                                                        | 67’                                                                      |
| 25-12-2017                                                               | Amman                                                                    | Giordania                                                                | 1 – 1                                                                    | Libia                                                                    | Amichevole                                                               | 1                                                                        | 71’                                                                      |
| 20-5-2018                                                                | Amman                                                                    | Giordania                                                                | 3 – 0                                                                    | Cipro                                                                    | Amichevole                                                               | -                                                                        | 68’                                                                      |
| 6-9-2018                                                                 | Amman                                                                    | Giordania                                                                | 0 – 1                                                                    | Libano                                                                   | Amichevole                                                               | -                                                                        |                                                                          |
| 11-9-2018                                                                | Amman                                                                    | Giordania                                                                | 0 – 0                                                                    | Oman                                                                     | Amichevole                                                               | -                                                                        | 84’                                                                      |
| 10-10-2018                                                               | Elbasan                                                                  | Albania                                                                  | 0 – 0                                                                    | Giordania                                                                | Amichevole                                                               | -                                                                        | 79’                                                                      |
| 15-10-2018                                                               | Fiume                                                                    | Croazia                                                                  | 2 – 1                                                                    | Giordania                                                                | Amichevole                                                               | -                                                                        | 90’                                                                      |
| 28-12-2018                                                               | Doha                                                                     | Cina                                                                     | 1 – 1                                                                    | Giordania                                                                | Amichevole                                                               | 1                                                                        | 67’                                                                      |
| 6-1-2019                                                                 | al-'Ayn                                                                  | Australia                                                                | 0 – 1                                                                    | Giordania                                                                | Coppa d'Asia 2019 - 1º turno                                             | -                                                                        | 51’ 72’                                                                  |
| 10-1-2019                                                                | al-'Ayn                                                                  | Giordania                                                                | 2 – 0                                                                    | Siria                                                                    | Coppa d'Asia 2019 - 1º turno                                             | 1                                                                        | 80’ 85’                                                                  |
| 20-1-2019                                                                | Dubai                                                                    | Giordania                                                                | 1 – 1 dts (2 - 4 dtr)                                                    | Vietnam                                                                  | Coppa d'Asia 2019 - Ottavi di finale                                     | -                                                                        | 98’                                                                      |
| 7-6-2019                                                                 | Trnava                                                                   | Slovacchia                                                               | 5 – 1                                                                    | Giordania                                                                | Amichevole                                                               | 1                                                                        | 84’                                                                      |
| 11-6-2019                                                                | Amman                                                                    | Giordania                                                                | 4 – 1                                                                    | Indonesia                                                                | Amichevole                                                               | -                                                                        |                                                                          |
| 5-9-2019                                                                 | Taipei                                                                   | Taipei cinese                                                            | 1 – 2                                                                    | Giordania                                                                | Qual. Mondiali 2022                                                      | -                                                                        |                                                                          |
| 10-9-2019                                                                | Amman                                                                    | Giordania                                                                | 2 – 4                                                                    | Paraguay                                                                 | Amichevole                                                               | 1                                                                        |                                                                          |
| 10-10-2019                                                               | Amman                                                                    | Giordania                                                                | 0 – 0                                                                    | Kuwait                                                                   | Qual. Mondiali 2022                                                      | -                                                                        |                                                                          |
| 15-10-2019                                                               | Amman                                                                    | Giordania                                                                | 3 – 0                                                                    | Nepal                                                                    | Qual. Mondiali 2022                                                      | -                                                                        | 57’                                                                      |
| 14-11-2019                                                               | Amman                                                                    | Giordania                                                                | 0 – 1                                                                    | Australia                                                                | Qual. Mondiali 2022                                                      | -                                                                        | 46’                                                                      |
| 19-11-2019                                                               | Amman                                                                    | Giordania                                                                | 5 – 0                                                                    | Taipei cinese                                                            | Qual. Mondiali 2022                                                      | -                                                                        | 89’                                                                      |
| 12-11-2020                                                               | Dubai                                                                    | Iraq                                                                     | 0 – 0                                                                    | Giordania                                                                | Amichevole                                                               | -                                                                        |                                                                          |
| 16-11-2020                                                               | Sharjah                                                                  | Giordania                                                                | 1 – 0                                                                    | Siria                                                                    | Amichevole                                                               | -                                                                        |                                                                          |
| 24-3-2021                                                                | Dubai                                                                    | Giordania                                                                | 1 – 0                                                                    | Libano                                                                   | Amichevole                                                               | 1                                                                        | 46’                                                                      |
| 30-3-2021                                                                | Riffa                                                                    | Bahrein                                                                  | 1 – 2                                                                    | Giordania                                                                | Amichevole                                                               | -                                                                        |                                                                          |
| 24-5-2021                                                                | Dubai                                                                    | Emirati Arabi Uniti                                                      | 5 – 1                                                                    | Giordania                                                                | Amichevole                                                               | -                                                                        |                                                                          |
| 31-5-2021                                                                | Sharjah                                                                  | Giordania                                                                | 1 – 1                                                                    | Vietnam                                                                  | Amichevole                                                               | -                                                                        |                                                                          |
| 7-6-2021                                                                 | Al Kuwait                                                                | Nepal                                                                    | 0 – 3                                                                    | Giordania                                                                | Qual. Mondiali 2022                                                      | -                                                                        |                                                                          |
| 11-6-2021                                                                | Al Kuwait                                                                | Kuwait                                                                   | 0 – 0                                                                    | Giordania                                                                | Qual. Mondiali 2022                                                      | -                                                                        |                                                                          |
| 15-6-2021                                                                | Al Kuwait                                                                | Australia                                                                | 1 – 0                                                                    | Giordania                                                                | Qual. Mondiali 2022                                                      | -                                                                        | 87’                                                                      |
| 6-10-2021                                                                | Amman                                                                    | Giordania                                                                | 4 – 0                                                                    | Malaysia                                                                 | Amichevole                                                               | -                                                                        |                                                                          |
| 12-10-2021                                                               | Amman                                                                    | Giordania                                                                | 3 – 0                                                                    | Uzbekistan                                                               | Amichevole                                                               | -                                                                        |                                                                          |
| 10-11-2021                                                               | Pristina                                                                 | Kosovo                                                                   | 0 – 2                                                                    | Giordania                                                                | Amichevole                                                               | -                                                                        | 59’                                                                      |
| 28-1-2022                                                                | Abu Dhabi                                                                | Giordania                                                                | 3 – 1                                                                    | Nuova Zelanda                                                            | Amichevole                                                               | 1                                                                        | 84’                                                                      |
| 31-1-2022                                                                | Abu Dhabi                                                                | Giordania                                                                | 2 – 1                                                                    | Sudan del Sud                                                            | Amichevole                                                               | -                                                                        | Uscita                                                                   |
| 28-5-2022                                                                | Doha                                                                     | India                                                                    | 0 – 2                                                                    | Giordania                                                                | Amichevole                                                               | -                                                                        |                                                                          |
| 1-6-2022                                                                 | Al Wakrah                                                                | Australia                                                                | 2 – 1                                                                    | Giordania                                                                | Amichevole                                                               | 1                                                                        | 80’                                                                      |
| 8-6-2022                                                                 | Al Kuwait                                                                | Giordania                                                                | 2 – 0                                                                    | Nepal                                                                    | Qual. Coppa d'Asia 2023                                                  | -                                                                        |                                                                          |
| 11-6-2022                                                                | Al Kuwait                                                                | Indonesia                                                                | 0 – 1                                                                    | Giordania                                                                | Qual. Coppa d'Asia 2023                                                  | -                                                                        |                                                                          |
| 14-6-2022                                                                | Al Kuwait                                                                | Giordania                                                                | 3 – 0                                                                    | Kuwait                                                                   | Qual. Coppa d'Asia 2023                                                  | -                                                                        | 85’                                                                      |
| 23-9-2022                                                                | Amman                                                                    | Giordania                                                                | 2 – 0                                                                    | Siria                                                                    | Amichevole                                                               | -                                                                        | 80’                                                                      |
| 26-9-2022                                                                | Amman                                                                    | Giordania                                                                | 1 – 0                                                                    | Oman                                                                     | Amichevole                                                               | -                                                                        | 90+1’                                                                    |
| 17-11-2022                                                               | Amman                                                                    | Giordania                                                                | 1 – 3                                                                    | Spagna                                                                   | Amichevole                                                               | -                                                                        | 69’                                                                      |
| 28-3-2023                                                                | Al Wakrah                                                                | Giordania                                                                | 4 – 0                                                                    | Filippine                                                                | Amichevole                                                               | 2                                                                        | 74’                                                                      |
| 16-6-2023                                                                | Vienna                                                                   | Serbia                                                                   | 3 – 2                                                                    | Giordania                                                                | Amichevole                                                               | 1                                                                        | 90’                                                                      |
| 19-6-2023                                                                | Wiener Neustadt                                                          | Giamaica                                                                 | 1 – 2                                                                    | Giordania                                                                | Amichevole                                                               | -                                                                        | 82’                                                                      |
| 7-9-2023                                                                 | Oslo                                                                     | Norvegia                                                                 | 6 – 0                                                                    | Giordania                                                                | Amichevole                                                               | -                                                                        |                                                                          |
| 13-10-2023                                                               | Amman                                                                    | Giordania                                                                | 1 – 3                                                                    | Iran                                                                     | Amichevole                                                               | -                                                                        |                                                                          |
| 17-10-2023                                                               | Amman                                                                    | Giordania                                                                | 2 – 2 (2 - 4 dtr)                                                        | Iraq                                                                     | Amichevole                                                               | -                                                                        |                                                                          |
| 16-11-2023                                                               | Dušanbe                                                                  | Tagikistan                                                               | 1 – 1                                                                    | Giordania                                                                | Qual. Mondiali 2026                                                      | -                                                                        |                                                                          |
| 19-11-2023                                                               | Amman                                                                    | Giordania                                                                | 0 – 2                                                                    | Arabia Saudita                                                           | Qual. Mondiali 2026                                                      | -                                                                        |                                                                          |
| 5-1-2024                                                                 | Doha                                                                     | Qatar                                                                    | 1 – 2                                                                    | Giordania                                                                | Amichevole                                                               | -                                                                        | 78’                                                                      |
| 9-1-2024                                                                 | Doha                                                                     | Giappone                                                                 | 6 – 1                                                                    | Giordania                                                                | Amichevole                                                               | -                                                                        | Uscita                                                                   |
| 15-1-2024                                                                | Al Wakrah                                                                | Malaysia                                                                 | 0 – 4                                                                    | Giordania                                                                | Coppa d'Asia 2023 - 1º turno                                             | 2                                                                        |                                                                          |
| 20-1-2024                                                                | Doha                                                                     | Giordania                                                                | 2 – 2                                                                    | Corea del Sud                                                            | Coppa d'Asia 2023 - 1º turno                                             | -                                                                        | 18’                                                                      |
| 29-1-2024                                                                | Al Rayyan                                                                | Iraq                                                                     | 2 – 3                                                                    | Giordania                                                                | Coppa d'Asia 2023 - Ottavi di finale                                     | -                                                                        |                                                                          |
| 2-2-2024                                                                 | Al Rayyan                                                                | Tagikistan                                                               | 0 – 1                                                                    | Giordania                                                                | Coppa d'Asia 2023 - Quarti di finale                                     | -                                                                        | 90+6’                                                                    |
| 6-2-2024                                                                 | Al Rayyan                                                                | Giordania                                                                | 2 – 0                                                                    | Corea del Sud                                                            | Coppa d'Asia 2023 - Semifinale                                           | 1                                                                        |                                                                          |
| 10-2-2024                                                                | Lusail                                                                   | Qatar                                                                    | 3 – 1                                                                    | Giordania                                                                | Coppa d'Asia 2023 - Finale                                               | -                                                                        |                                                                          |
| 21-3-2024                                                                | Islamabad                                                                | Pakistan                                                                 | 0 – 3                                                                    | Giordania                                                                | Qual. Mondiali 2026                                                      | 2                                                                        |                                                                          |
| 26-3-2024                                                                | Amman                                                                    | Giordania                                                                | 7 – 0                                                                    | Pakistan                                                                 | Qual. Mondiali 2026                                                      | 3                                                                        |                                                                          |
| 6-6-2024                                                                 | Amman                                                                    | Giordania                                                                | 3 – 0                                                                    | Tagikistan                                                               | Qual. Mondiali 2026                                                      | -                                                                        | 89’                                                                      |
| 11-6-2024                                                                | Riad                                                                     | Arabia Saudita                                                           | 1 – 2                                                                    | Giordania                                                                | Qual. Mondiali 2026                                                      | -                                                                        | 90+7’                                                                    |
| 5-9-2024                                                                 | Amman                                                                    | Giordania                                                                | 1 – 1                                                                    | Kuwait                                                                   | Qual. Mondiali 2026                                                      | 1                                                                        | 63’                                                                      |
| 20-3-2025                                                                | Amman                                                                    | Giordania                                                                | 3 – 1                                                                    | Palestina                                                                | Qual. Mondiali 2026                                                      | 1                                                                        | 73’                                                                      |
| 14-11-2024                                                               | Bassora                                                                  | Iraq                                                                     | 0 – 0                                                                    | Giordania                                                                | Qual. Mondiali 2026                                                      | -                                                                        | 70’                                                                      |
| 19-11-2024                                                               | Al Kuwait                                                                | Kuwait                                                                   | 1 – 1                                                                    | Giordania                                                                | Qual. Mondiali 2026                                                      | -                                                                        | 90+3’                                                                    |
| 25-3-2025                                                                | Suwon                                                                    | Corea del Sud                                                            | 1 – 1                                                                    | Giordania                                                                | Qual. Mondiali 2026                                                      | -                                                                        |                                                                          |
| 10-6-2025                                                                | Amman                                                                    | Giordania                                                                | 0 – 1                                                                    | Iraq                                                                     | Qual. Mondiali 2026                                                      | -                                                                        | 60’                                                                      |
| Totale                                                                   |                                                                          | Presenze                                                                 | 80                                                                       |                                                                          | Reti                                                                     | 23                                                                       |                                                                          |

## Palmarès

### Club

#### Competizioni nazionali
- Campionato cipriota: 1

APOEL Nicosia: 2018-2019
- Supercoppa di Cipro: 1

APOEL Nicosia: 2019